# Kumite féminin plus de 60 kg
Le kumite individuel féminin plus de 60 kg est une épreuve sportive individuelle opposant dans un combat des karatékas féminines pesant plus de 60 kg. Cette épreuve a été disputée depuis 1982 pour les Championnats du monde de karaté et les Championnats d'Europe de karaté.

## Championnes

### Championnes d'Europe
Cette section liste les championnes d'Europe de cette catégorie.

### Championnes du monde
Cette section liste les championnes du monde de cette catégorie.
- 1982 :  Guus van Mourik
- 1984 :  Guus van Mourik
- 1986 :  Guus van Mourik
- 1988 :  Guus van Mourik
- 1990 :  Catherine Belrhiti
- 1992 :  Catherine Belrhiti
- 1994 :  Sandra Louw
- 1996 :  P. Duggin
- 1998 :  Laurence Fischer
- 2000 :  Natsu Yamaguchi
- 2002 :  Elisa Au
- 2004 :  Elisa Au
- 2006 :  Laurence Fischer
- 2008 :  Tiffany Fanjat